# ATP Bologna Outdoor 1989
L'ATP Bologna Outdoor 1989 è stato un torneo di tennis giocato sulla terra rossa. È stata la 5ª edizione dell'ATP Bologna Outdoor, che fa parte del Nabisco Grand Prix 1989. Si è giocato a Bologna in Italia, dal 12 al 18 giugno 1989.

## Campioni

### Singolare
Javier Sánchez ha battuto in finale  Franco Davín con il punteggio di 6–1, 6–0

### Doppio
Sergio Casal /  Javier Sánchez hanno battuto in finale  Tomas Nydahl /  Jörgen Windahl con il punteggio di 6–2, 6–3